# Fabian Bredlow
Fabian Bredlow (Berlijn, 2 maart 1995) is een Duits voetballer die sinds 2019 als doelman actief is voor VfB Stuttgart.

## Carrière
In juni 2012 maakte Bredlow de overstap van Hertha Zehlendorf, waar hij in de hoogste jeugdteams speelde, naar RB Leipzig. Ook hier begon hij in de jeugd, maar wist niet in de seniorenteams door te breken. Gedurende het seizoen 2014/15 werd hij uitgeleend aan het Oostenrijkse Red Bull Salzburg, wat hem vervolgens naar hun reserveteam FC Liefering, uitkomend in de Erste Liga, stuurde. 
Na afloop van zijn huurperiode had Bredlow een aflopend contract bij RB Leipzig dat niet verlengd werd. Hij vertrok op transfervrije basis naar Hallescher FC, waar hij in totaal 68 competitiewedstrijden speelden gedurende twee seizoenen. Gedurende deze twee seizoenen wist hij 25 maal de nul te behouden. In de zomer van 2017 vertrok hij, opnieuw transfervrij, naar 1. FC Nürnberg. Hier maakte hij op 21 september 2017 zijn debuut in het eerste elftal, op dat moment uitkomend in de 2. Bundesliga. Aan het eind van dit seizoen promoveerde 1. FC Nürnberg naar de Bundesliga, waarna Bredlow in het seizoen 2018/19 zijn debuut maakte op het hoogste niveau van Duitsland.

## Clubstatistieken
| Seizoen | Club           | Competitie    | Competitie | Competitie | Beker | Beker | Overig | Overig | Totaal | Totaal |
| Seizoen | Club           | Competitie    | Wed.       | Dlp.       | Wed.  | Dlp.  | Wed.   | Dlp.   | Wed.   | Dlp.   |
| ------- | -------------- | ------------- | ---------- | ---------- | ----- | ----- | ------ | ------ | ------ | ------ |
| 2014/15 | FC Liefering   | Erste Liga    | 29         | 0          | 0     | 0     | –      | –      | 29     | 0      |
| 2015/16 | Hallescher FC  | 3. Liga       | 35         | 0          | 2     | 0     | –      | –      | 37     | 0      |
| 2016/17 | Hallescher FC  | 3. Liga       | 33         | 0          | 2     | 0     | –      | –      | 35     | 0      |
| 2017/18 | 1. FC Nürnberg | 2. Bundesliga | 22         | 0          | 1     | 0     | –      | –      | 23     | 0      |
| 2018/19 | 1. FC Nürnberg | Bundesliga    | 13         | 0          | 1     | 0     | –      | –      | 14     | 0      |
| 2019/20 | VfB Stuttgart  | 2. Bundesliga | 4          | 0          | 3     | 0     | –      | –      | 7      | 0      |
| 2020/21 | VfB Stuttgart  | Bundesliga    | 1          | 0          | 2     | 0     | –      | –      | 3      | 0      |
| 2021/22 | VfB Stuttgart  | Bundesliga    | 4          | 0          | 2     | 0     | –      | –      | 6      | 0      |
| 2022/23 | VfB Stuttgart  | Bundesliga    | 15         | 0          | 4     | 0     | –      | –      | 19     | 0      |
| 2023/24 | VfB Stuttgart  | Bundesliga    | 4          | 0          | 0     | 0     | –      | –      | 4      | 0      |
| 2024/25 | VfB Stuttgart  | Bundesliga    | 0          | 0          | 2     | 0     | –      | –      | 2      | 0      |
| Totaal  | Totaal         | Totaal        | 160        | 0          | 19    | 0     | 0      | 0      | 179    | 0      |

Bijgewerkt op 31 mei 2019.